# 格洛丽亚·埃斯特凡

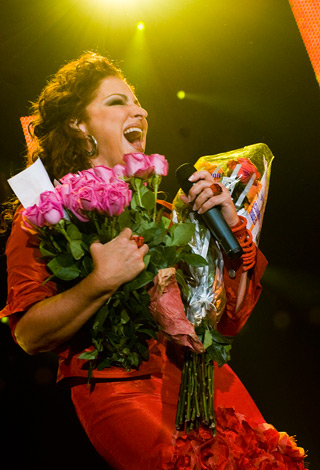
Gloria Estefan

格洛丽亚·埃斯特凡（西班牙语：Gloria Estefan，1957年9月1日—）是一位美國創作歌手，出生於古巴，最初是樂隊邁阿密之音（Miami Sound Machine）的主音歌手，將拉丁音樂打進美國市場，在美國音樂歷史上功不可沒。她曾經贏得七座葛萊美獎。
《公告牌》将埃斯特凡列为有史以来第三位最成功的拉丁美洲人和第23位最伟大的拉丁艺术家。